# Liotrichus ozeanus
Liotrichus ozeanus is een keversoort uit de familie kniptorren (Elateridae). De wetenschappelijke naam van de soort is voor het eerst geldig gepubliceerd in 1954 door Nakane & Kishii.